# Castillo de Montearagón

Signum regis de Ramiro I.
El signum regis era la firma que identificaba al rey en los documentos y remitía a la Cruz de los ejércitos empleada por las tropas cristianas en la batalla hasta el. Posteriormente, Pedro IV el Ceremonioso lo identificó en el como la Cruz de Íñigo Arista y le atribuyó el carácter heráldico de antiguas armas de Aragón.

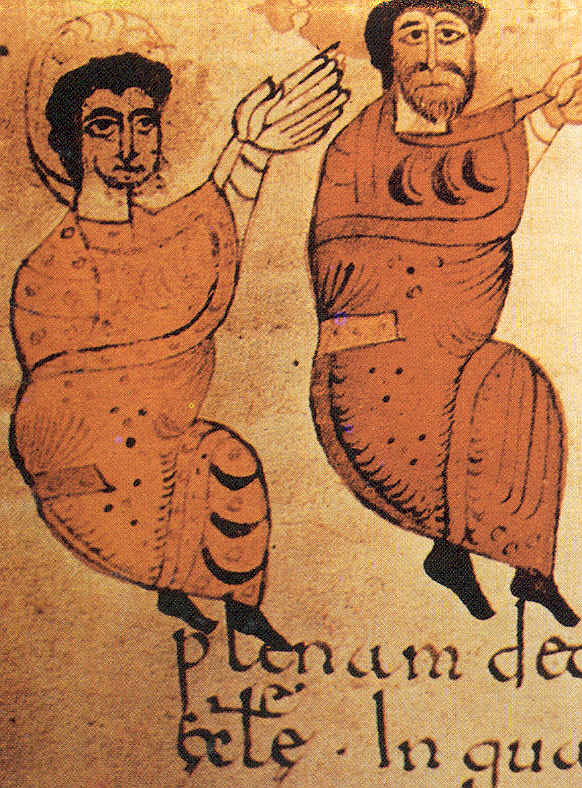
Miniatura de la primera mitad del que representa, barbado, a Ramiro I de Aragón e imberbe a su hijo Sancho Ramírez, fundadores de la Casa Real de Aragón.

El castillo de Montearagón está ubicado en la población de Quicena, en la cima de un monte redondo y elevado llamado monte Aragón que dio nombre al castillo-abadía. Fue concebido como un conjunto arquitectónico fortificado, compuesto de castillo con viviendas militares intramuros y además albergó en su interior una rica iglesia y monasterio real. Fue fundado y construido por Sancho Ramírez de Aragón en estilo románico, su residencia y lugar de cortes hasta su muerte, acaecida en la toma de Huesca. La abadía canónica bajo el nombre de abadía de Jesús de Nazaret de Montearagón estuvo siempre bajo la regla de san Agustín y con el patronazgo real fue uno de los monasterios más notables de la Edad Media. En el siglo XII ciento cuatro iglesias y villas estaban bajo su jurisdicción. Sus monjes tenían escaño en las cortes del reino de Aragón.
La función militar del castillo concluyó entre la toma de Huesca y el fin de las guerras hispano-árabes en la península pero la del abadiato continuó por cerca de 750 años.
Tras las campañas iniciales de su padre Ramiro I de Aragón, desde el Condado de Aragón y Reino de Pamplona sobre la Taifa de Zaragoza, este castillo-monasterio formará parte constituyente de los orígenes de la Casa Real de Aragón. También por designios del monarca, en sus aledaños se construyó la villa de Montearagón que en su primer uso y función alojaba los ejércitos del rey, situaba así Sancho I todo este baluarte cristiano cerca de Huesca, ahora yace en ruinas. Fue declarado Monumento Nacional en 1931.

## Situación actual
Se localiza en el municipio de Quicena, en la provincia de Huesca. Fue declarado Monumento Nacional en 1931.
Actualmente aún se observa su silueta visible desde gran parte de la comarca, distinguiéndose en ella la torre albarrana, la torre del homenaje y parte del recinto amurallado. El antaño sobrio pero majestuoso castillo continúa siendo un mirador privilegiado de toda la Hoya de Huesca, de la sierra de Guara y del imponente Salto de Roldán, todo esto enmarcado por el telón de fondo de los Pirineos.
Actualmente, la Administración Central y la Asociación de Amigos del Castillo de Montearagón buscan una utilidad para los restos de la fortaleza, indispensable para que la rehabilitación del monumento que se está llevando a cabo sea efectiva.

## Enterramientos reales
En este castillo monacal fueron enterrados varios reyes aragoneses, como el fundador del castillo Sancho Ramírez de Aragón muerto por una saeta a 4 de junio de 1094 durante el sitio de Huesca. En 1095 fue trasladado a San Juan de la Peña.
La Iglesia de San Pedro el Viejo alberga desde hace siglo y medio el sepulcro de Alfonso I de Aragón el Batallador, rey de Aragón y de Navarra, muerto en septiembre de 1134 durante la batalla de Fraga, quien fue enterrado inicialmente el mismo año en el monasterio de Jesús Nazareno de Montearagón. Los restos del Batallador no fueron conducidos hasta el panteón real del Monasterio de San Juan de la Peña donde reposaban los restos de su hermano Pedro I de Aragón, su padre Sancho Ramírez de Aragón y su abuelo Ramiro I de Aragón, el fundador de la dinastía, hijo natural del rey navarro Sancho III el Mayor. A resultas de las leyes desamortizadoras de los regímenes del siglo XIX y el subsiguiente abandono de Montearagón, los restos del rey fueron trasladados a Huesca en 1843.
El tercer sepulcro real fue del infante Fernando, hijo del rey Alfonso II de Aragón y de Sancha de Castilla que había sido abad de Montearagón y falleció hacia 1250. Junto a este, el de una infanta de pocos años.

## Historia

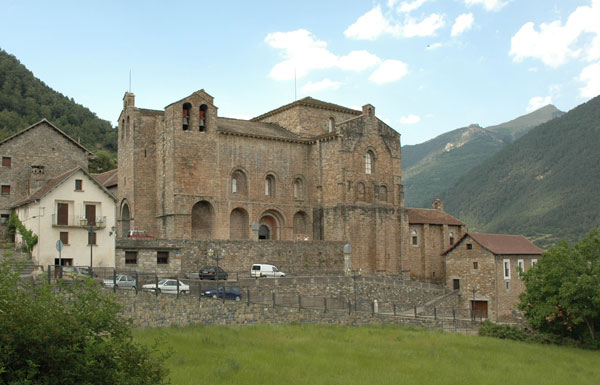
Monasterio de San Pedro de Siresa, Sancho I Ramírez asentó en el monasterio la Orden de Canónigos Regulares de San Agustín.

### Condado y monasterios de Aragón
El Monasterio de San Pedro de Siresa, situado en Aragón, es el más antiguo y más norteño monasterio del condado de Aragón, pudiendo fecharse su construcción hacia el año 836.
Fue fundado por el conde carolingio Galindo Aznar bajo la regla de San Crodegando. Erigido en los primeros años del siglo IX, se irradiaría desde este monasterio carolingio una cultura cristiana y romance en todo el Aragón primitivo. 
La celebridad de San Crodegango hizo que su reforma se extendiera rápidamente a otras diócesis, hasta llegar a oídos de Carlomagno y de su hijo Ludovico Pío.
El emperador Carlomagno determinó que todos los clérigos fueran "canónigos" o "regulares" y la “disciplina regular” sería un reflejo de la restauración monástica emprendida por el consejero de Ludovico Pío, San Benito de Aniano.
En el siglo XI, el rey de Aragón y de Navarra Sancho Ramírez de Aragón asentó en el monasterio la Orden de Canónigos Regulares de San Agustín, llegando a tener unos cien monjes.

## Sancho I Ramírez de Aragón y Pedro I de Aragón
Según consta en el Concilio de Jaca y otros documentos de la época, Ramiro I de Aragón había obtenido victorias y hecho vasallos y tributarios a algunos reyes musulmanes de Huesca, Zaragoza, Lérida y Tudela. Previamente al proyecto del Castillo Abadía de Montearagón, su hijo, Sancho Ramírez de Aragón había reconstruido los castillos de Marcuello, Loharre y Alquézar en el territorio de Huesca. Desde estos baluartes Sancho I inició una nueva ofensiva a los musulmanes de la Taifa de Zaragoza para cercar y tomar la ciudad fortificada de Huesca y expandir su reino. Con el bagaje dinástico, un nuevo emplazamiento fue estratégicamente seleccionado por el rey para preparase en la reconquista de «Oscha» una ciudad que contaba con noventa torres musulmanas llamada «Wasqa».

El reino de Pamplona a la muerte de Sancho III el Mayor (1035)
Reino de Pamplona
Condado de Aragón y dependencias perteneciente a la monarquía pamplonesa desde el 922
Ganancia de Ribagorza y anexos 1018-1025
Fronteras restauradas por Sancho III el Mayor 1018-1025
Tierra perdida el 922
Zona vinculada a Pamplona desde el
Condado de Castilla y Álava
Zona disputada por el Reino de León
Reino de León
Dominios musulmanes

### Construcción y dotaciones del Castillo Abadía Real
En el mes de mayo de 1085 estaba el rey Sancho acampado en este monte según se desprende de un documento del archivo de Roda. Días antes del mes de mayo de 1086 había comenzado a construirse el Castillo de Montearagón y en su interior la iglesia de Jesús Nazareno e intramuros casas habitación para la primera guarnición de soldados. 
En el mismo mes y año del inicio de las obras y como primera donación que hicieran a esta iglesia el rey Sancho y su hijo el príncipe D. Pedro le dieron el lugar de Quicena, situado al pie del monte, excepto dos heredades prometidas, una a Sancha de Aragón, su hija y prepósito del Monasterio de San Pedro de Siresa, y a Fortunio Ariol dio la villa de Quicena. Asignó también las décimas y primicias de la nueva villa que se fundase en este monte.
La villa de Montearagón fue fundada por el propio rey para alojar sus tropas y existió como villa del castillo hasta parte del siglo XV, llegando a incluir una judería. La villa fue poblada por los soldados del rey y este les concedió los términos de Miquera, Cellas, Alborge y Piazols, pertenecientes a la ciudad de Huesca, en 1102 fueron restituidos por el rey Pedro I de Aragón ante una Concordia entre el obispo de Huesca y el segundo Abad de Montearagón, Eximino. La construcción simultánea de castillo e iglesia Abadía finalizó a principios de 1089 y este año, trasladó al abad o prepósito y canónigos regulares de san Agustín desde las iglesias de san Salvador y de san Pedro de Loarre. Este año ganó la villa y Castillo de Monzón.
Finalizado, donó y anexó a la abadía todas las capillas reales que había en Aragón y Navarra con sus derechos y pertenencias, lo que supone una idea regia de establecimiento de residencia en Montearagón. Urbano II mediante una bula confirma al abad, a los regulares y las donaciones anteriores y futuras hechas por el rey, se pone a la abadía bajo la jurisdicción directa de roma, excluyéndose la elección de abad que se haría mediante el voto de la congregación y sanción real.

#### Mejoras por privilegio magno a la Abadía de Montearagón
A los cuatro años de estar finalizadas las obras (1089), dice el rey en 1093, «sub die idibus junii in anno quo bedificatus et factus fuit Montearagon castello» Sancho I y de consuno con su heredero D. Pedro I concedieron a la abadía el «privilegio magno». En él se ratifican las iglesias que entonces había y se anexaron las nuevas que se edificasen en sesenta y un pueblos que se relacionan en el documento, treinta y ocho en Aragón y veintitrés en Navarra, con todas sus décimas, primicias, posesiones, beneficios, capellanías, decanias, derechos y pertenencias.
Además en Aragón las décimas de las labores reales y de cuantas cosas poseyera el rey entre los ríos Gállego y Alcanadre que suponía alrededor de 180 lugares entre iglesias de «villas» y «lugares de una sola casa con monte propio, llamados castillo» y otros cotos redondos llamados pardinas.
Concedió que los ganados y bestias del monasterio pudieran pacer en todos los montes del rey. En Navarra le dio la villa y castillo de Arrada, con todos sus términos, décima y primicias. La décima de los derechos reales sobre las salinas de Grenez y Brece y cedió la décima de tributos que recibía de los judíos de Estella y Lizarrarela y demás posesiones en treinta y cinco lugares que nombra en todo el territorio desde Funes a Ponicastro, de Ponicastro al puente de san Martín y de este hasta Arguedas y Tudela, poblaciones que planeaba ganar con la expresión «quas in próximo annuente Deo babebimus». Concedió a los habitantes de Montearagón pudieren hacer leña en todos los sotos igual que los merinos y criados del rey. El privilegio magno está firmado y signado por los reyes Sancho y Pedro y obispos de Aragón y Pamplona en cuyas diócesis estaban las iglesias anexadas a la abadía.
En dos privilegios de los mismos reyes se citan en el «libro verde» como anexadas a Montearagén las iglesias de Santiago y santa María de Funes, junto a muchas otras del reyno de Navarra.

#### Mejoras por promesa de conquistar Huesca
El castillo fue la residencia del rey, familia y sus cortes hasta su muerte, Sancho murió en 1094 a causa de una flecha en el asedio de Huesca siendo enterrado en el castillo de Montearagón. Saliendo desde aquí, la ciudad de Huesca sería reconquistada finalmente en 1096 por Pedro I de Aragón en la Batalla de Alcoraz y tras esto hizo más donaciones a la abadía.
En una de las tres copias del «privilegio magno» se habían añadido, ante-conquista, varias promesas adicionales de donaciones futuras como la mezquita mayor de Huesca, «Preterea damus mezquitam majorem de Oscha cum omni bus que nunc possidet, vel in futurum adquisitura est». También estaba en compromiso la capellanía de la Azuda en caso de ganarse la ciudad. El mismo día de la toma de Huesca, acontece un contencioso entre el obispo Pedro de Huesca, que quería la mezquita para catedral, y el primer abad, Simón, que aludía la promesa consuna de los reyes Sancho I y Pedro I. Hubo rápida concordia y a resultas el rey Pedro I la entregó al obispo que la consagró a catedral, por haber sido templo godo transformado en mezquita. Para compensar la promesa incumplida a la abadía que involucraba a la capellanía, el rey cedió en su lugar, la iglesia de San Pedro el Viejo que correspondía al obispo.

#### Minoras tras conquistar Huesca
Tras la conquista de Huesca, el 2.º obispo de la ciudad pretendía, por dotar al obispado, la cesión integra de la décimas entre los ríos Gállego y Alcanadre que pertenecían a Montearagón. En 1102, Pedro I en consejo y concilio resolvió que se partieran los derechos otorgados por Sancho I y suscritos por él mismo, entre Montearagón y Huesca a partes iguales, y de los más de 180 lugares que tenía el abadiato de Montearagón, le quedaron 92.
Las cincuenta y cuatro iglesias de las villas 
- Fornillos
- Barluenga
- Castilsabas
- Loporzano
- Loharre
- Bolea
- Ayerbe
- Lopiñen
- La Almunia
- Robres
- Petraselz (Piracés)
- Bespen
- Labata
- Arbaniés
- Siétamo
- Santa Eulalia
- Gibluco (Chibluco)
- Sieso
- Albalat (Albalatillo)
- Salillas (cerca de Sesa)
- Novales
- Argavieso
- Alcalá
- Liesa
- Sipán
- Sarsa
- Castellón
- Loscertales
- Aguas
- Casvas
- Junzano
- Blequa
- Marcén
- Callen
- Alvero de suso (Alvero alto)
- Torres de Almuniente
- Barbués
- Las Casas
- Orrios (Huerrios)
- Alarre
- Loret (Convento de Agustinos descalzos)
- Banastás
- Sabayés
- Lierta
- Quinzano
- Asquedas
- Tabiernas
- Alcubierre
- Sariñena
- Lalueza
- Poliñino
- Montmesa
- Tierz
- Angüés

Las diez iglesias de los castillos con monte propio
- Ponpien de suso
- Nisano
- Becha
- Otura
- Torresecas
- Campiés
- Torriellos
- Artasona
- Arrosel
- Corbinos

Las veintiocho iglesias de las pardinas despobladas
- Vallarías (pardina que vuelve a poblarse)
- Ariño
- Olivito
- Citrana
- Almalech
- Salillas (cerca de Velillas)
- Tuvo
- Sodeto
- Puy Vicient
- Ponpien de yuso
- Culbiert
- Arasenes
- Labarsa
- Sexto
- Garbadola
- Campiello de Sexto
- Orillena
- Forniellos (monte de Almudévar)
- Avarías
- Baivienz
- Collarata
- Carrofeito
- Villanova
- Curbe
- Almunia de Abderramam
- Almunia de García Fortuniones
- Almunia de Calvasoriz
- Almunia de Abincennon.

Estas iglesias, con todos sus derechos, décimas y primicias, se re-adjudicaron a Montearagón, reservando al obispo de Huesca el derecho de consagrar las iglesias y altares y ordenar los clérigos (derecho episcopal). También se le adjudicaron pleno jure las demás iglesias que había entre los dichos ríos, cuyo número era similar con poca diferencia. la concordia fue confirmada por Pascual II con bula de 10 de febrero de 1104, luego confirmada por Inocencio II. Esto permaneció así hasta la desmembración.

#### Compensaciones por las minoras de Huesca
A 4 de diciembre de 1097 dio al abad Eximino el lugar de Ipiés. En otro privilegio (1097) la Almunia de la Reina, junto a Sariñena, con la torre que había allí y sus términos. En 1099 da al abadiado, la villa de Quicena, que tenía Fortunio Ariol, ahora con todos sus términos (no queda muy claro en el documento si es la iglesia y sus derechos o toda la villa y Fortunio la tuviese en tercería por servicios de guerra del rey Sancho I). En 1099 da la torre de Frumiyena y tres yugadas de tierra en términos de Almudévar, décima y primicias en la almunia de Avarías y una quinta y labranza real llamada Aones. En 1101 unas casas en Bolea y un privilegio para tener un pontón en Funes y pescar en los ríos Arga, Aragón y Ebro.

## Privilegios y donaciones al abadiato de los reyes sucesores

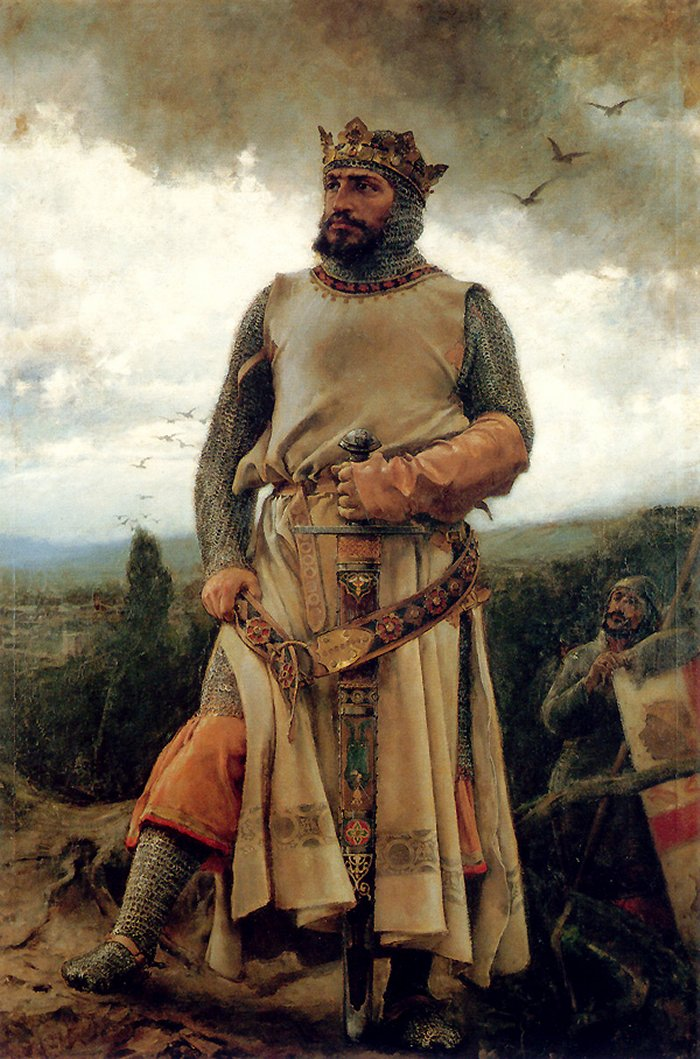
Alfonso I de Aragón
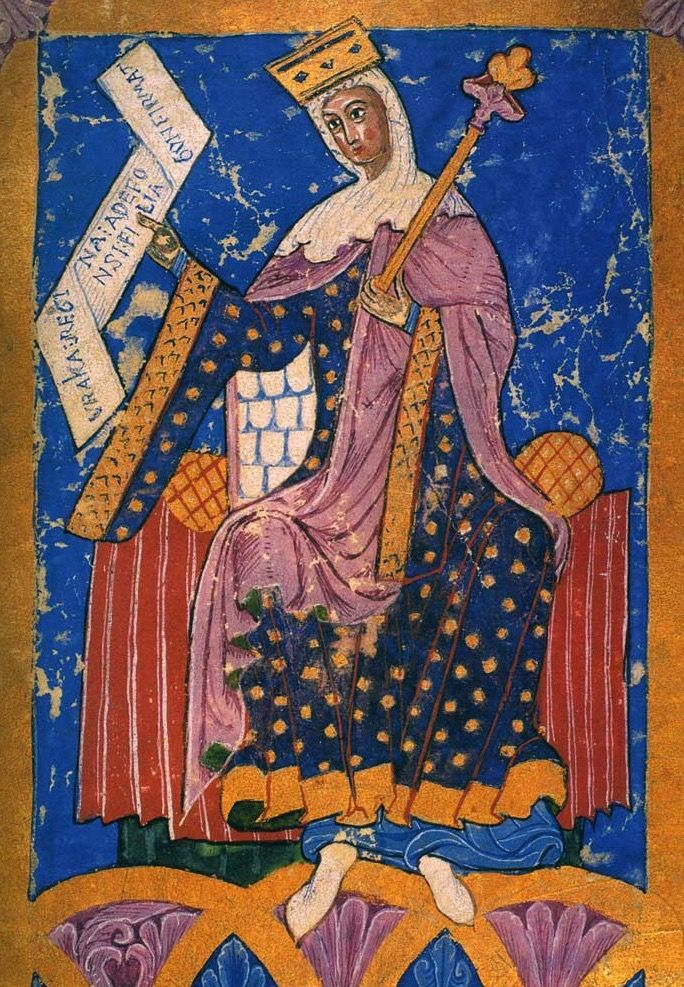
Urraca I de León
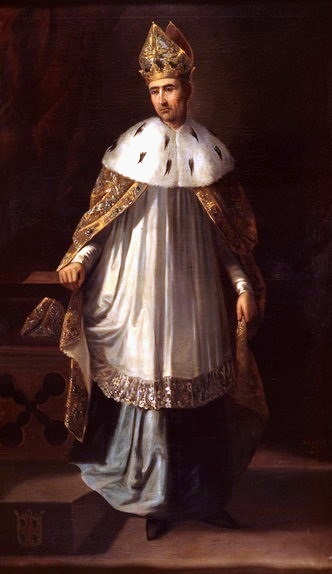
Ramiro II de Aragón
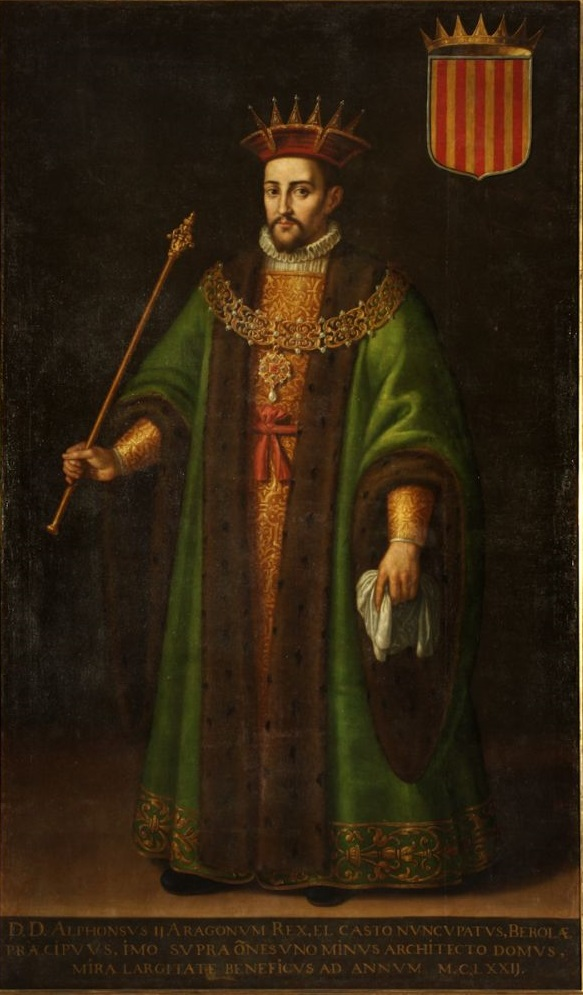
Alfonso II de Aragón
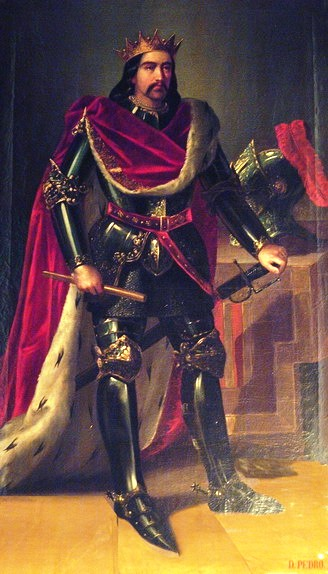
Pedro II de Aragón
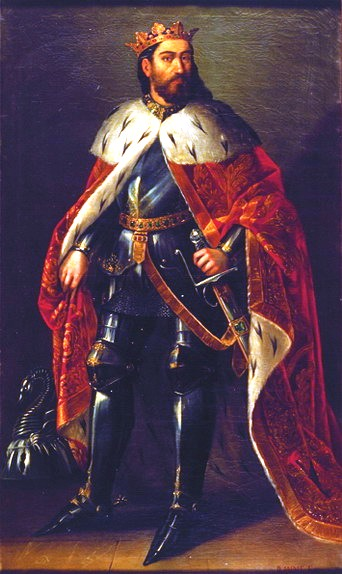
Jaime I de Aragón
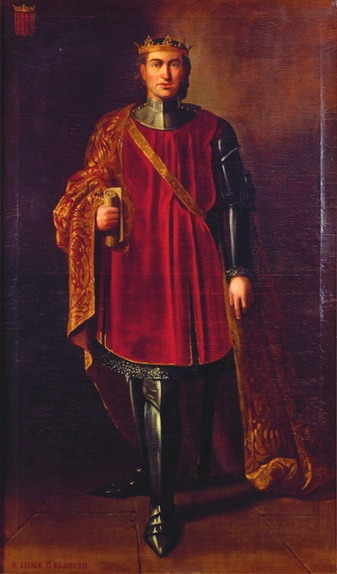
Jaime II de Aragón
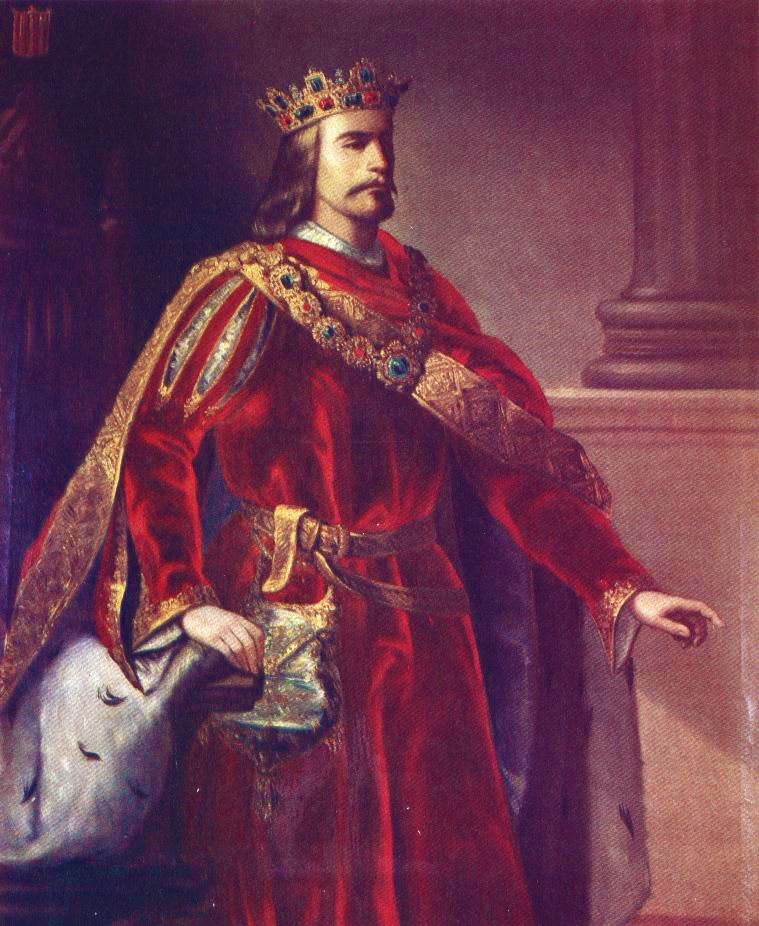
Alfonso IV de Aragón
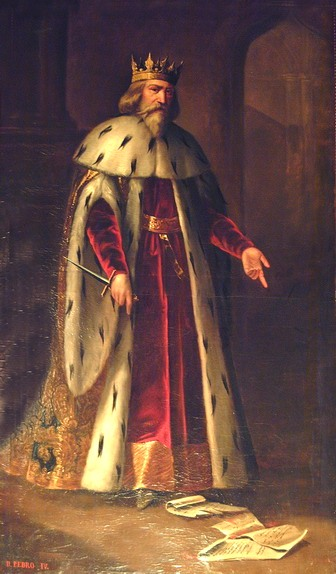
Pedro IV de Aragón

Alfonso I de Aragón, el BatalladorConfirmó todos los privilegios anteriores de Montearagón y en mayo de 1118 dio las décimas y primicias de la tierra que cultivaren los de Ayerbe hasta los montes de Loharre, Marcuello y Riglos. En 1128 dio al abadiado la villa de Signa con todos sus términos y con mandato de poblarla a brevedad y «que hagan allí una fortaleza y presidio». También el lugar de Turre de Carcere, cerca de Signa, con la misma encomienda anterior (Singra y Torrelacarcel). En 1133, dio la mitad del lugar y castillo de Curbe.
Urraca I de León, esposa de Alfonso IFue a Aragón antes de 1110, tomo a la abadía y a la villa de Quicena bajo patronazgo, y mandó a los merinos y ministros reales la protegiesen emitiendo un privilegio real de protección en marzo del citado año. En el privilegio firma como reyna de toda España y titula a su marido Alfonso I de Aragón como «Emperador de León y rey de toda España».
Ramiro II de Aragón, el MonjeHermano y sucesor de Alfonso I, dio una viña y el molino llamado Alfedinar, y dice que la muerte de su hermano se lloraba en toda la cristiandad de España, «cujus lacrimabili obitu omnis Hispanie chistianitas lacrimatur». En octubre de 1134 dio el lugar de Tierz con todos sus términos, esto fue confirmado por su yerno Ramón Berenguer IV de Barcelona. Ramiro y su mujer Inés de Poitou hicieron varias donaciones de predios menores a Montearagón.

### Alfonso II de Aragón y la donación del castillo y villa de Montearagón
Alfonso II de Aragón, el CastoEra hermano del abad electo de Montearagón Berenguer de Narbona. En 1169 da privilegio de pescar en el río Flumen y de cazar desde Quicena hasta la corona de Santa Cruz y de aquí hasta Arbilars. En marzo de 1175, a petición del abad al rey, da privilegio de libertad y franqueza a los habitantes de Montearagón y sus términos y a los que allí poblaren, y para todos los mismos fueros de Huesca. En junio de 1177 junto a Sancha de Castilla, su mujer, dan al abad el castillo y villa de Montearagón con todos sus derechos y jurisdicciones. En junio de 1182, confirma al abad de Montearagón, que a la sazón era obispo de Lérida, la donación del castillo y villa de Signa y de una torre llamada Invidia con todos sus términos que llegaban hasta Monreal el viejo.
Pedro II de Aragón, el CatólicoHijo de Alfonso II, le dio predios menores de la ciudad de Huesca en enero de 1204 y tomó el patronazgo y protección real el mismo año. En 1206 negocio una permuta con el obispo de Huesca para dar a Montearagón la cuarta episcopal de doce lugares donde el abadiato ya tenía jurisdicción y cedió al obispado de Huesca quince iglesias de otros tantos lugares.
Jaime I de Aragón, el ConquistadorConfirmó el privilegio de Alfonso II, donde se menciona que «Alfonso II el batallador esta sepultado en Montearagón». En 1238, tras ganar Valencia hizo donación a su tío, el abad Fernando que le acompañó en la conquista, de varias casas y de otras posesiones de aquella ciudad y reyno. Montearagón conservó estas posesiones hasta el siglo XVI, en que hizo varias enajenaciones, la última en 1601.
En 1264, el obispo de Huesca, Domingo de SolaHace donación al abadiato de la iglesia de santa María de Monflorite.
Jaime II de Aragón, el JustoEn 1298 asumió el patronazgo con todos sus bienes y pertenecías. El año 1300 ratificó los privilegios que eximían a los habitantes de Montearagón y de los pueblos de su jurisdicción de pagar cenas reales, subsidios y otras pechas. En agosto de 1318 aumentó exenciones y privilegios y en 1325 se ratifica en el patronazgo.
El Papa Clemente VOtorga a sus abades en 1305 el privilegio del uso de la mitra.
Alfonso IV de Aragón, el BenignoEn 1328 confirmó el privilegio de su padre Jaime II y añadió la exención de contribuir con cabalgatas y otros subsidios para el exercito.
Pedro IV, el CeremoniosoConfirmó todos los privilegios anteriores en los mismos términos que estaban e inserto los concedidos por Jaime II y por Alfonso IV .

## Vicisitudes en siglosXIVyXV

### Juan I de Aragón y el litigio del Promotor Fiscal

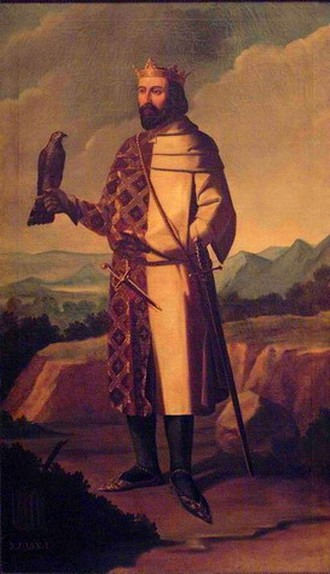
Juan I de Aragón

Durante el reinado de Juan I de Aragón, el Cazador, el denominado «Promotor Fiscal» puso demanda sobre el ámbito de la jurisdicción que desde el tiempo de su fundación y tras las dotaciones acumuladas de reyes tenía Montearagón y en particular sobre 27 lugares, aunque en muchos ya poseía jurisdicción mixta de rentas compartidas con la corona de Aragón.
Los lugares en litigio fueron
Fornillos
Quicena
Loporzano
Santa Eulalia la Mayor
Castilsabás
Villanueva de Sigena
Isarre
Antefruenzo
La Almunia de Santa Eulalia
Sipán
Arbaniés
Castejón de Arbaniés
Fanlo
Aveniella
Ipiés
Barluenga
Chibluco
Sagarillo
Samper de Espitolar
San Julián
Angüés
Poleñino
Tierz
La Almunia de la Reina
Marcén
Biscarrués
Montmesa
El rey terminó el litigio vendiendo al abadiado, en agosto de 1391, los derechos que él tenía y podía tener en la jurisdicción civil y criminal de estos pueblos, como el derecho a exigir el «maravedí o monetático cada siete años», como se hacía en todo el reino. La venta, en calidad de señorío temporal o tercería, se hizo por mil florines de oro (moneda de Aragón y Valencia).

### Fernando I de Aragón y la revuelta de Jaime II de Urgel

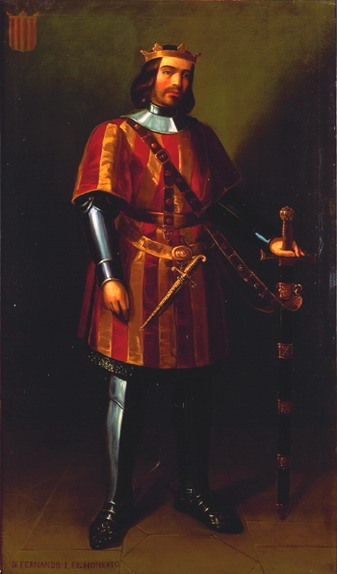
Fernando I de Aragón

En 1413, durante la Revuelta del conde de Urgel, las tropas mercenarias de Basilio de Génova y Menaut de Favars, al servicio del revolucionario Antón de Luna, atacaban los alrededores de Huesca tomando el castillo, donde se izaron los pendones de Jaime II de Urgel, aunque finalmente fue recuperado por Fernando I de Aragón.
Fernando I de Aragón concedió tres privilegios en 1414. En el primero confirmó todos los de sus predecesores. En el segundo dio patronazgo y protección real. En el tercero confirmó el privilegio de libertad y franqueza de las cargas y tributos reales concedido por Pedro I de Aragón a los pobladores de la Azuza.

### Incendio de la iglesia en 1477
La noche del 14 de septiembre de 1477 se declaró un incendio que quemó el altar, el coro, el órgano, libros, ornamentos y parte de las reliquias. Se quemó también el retablo mayor, compuesto de pinturas de santos sobre tablas, salvándose la imagen central de Jesús Nazareno. El nuevo retablo se hizo de alabastro fino acabándose en 1495 y como autor se supone a Damian Forment que poco después hizo el de la catedral de Huesca. La imagen conservada del retablo antiguo se colocó en el claustro hasta 1734 y de aquí se trasladó a una capilla labrada ex-profeso en el primer descanso de la escalera que bajaba a la iglesia subterránea.

## Edad Moderna

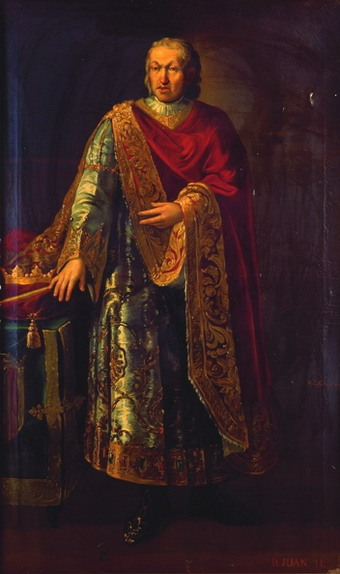
Juan II de Aragón
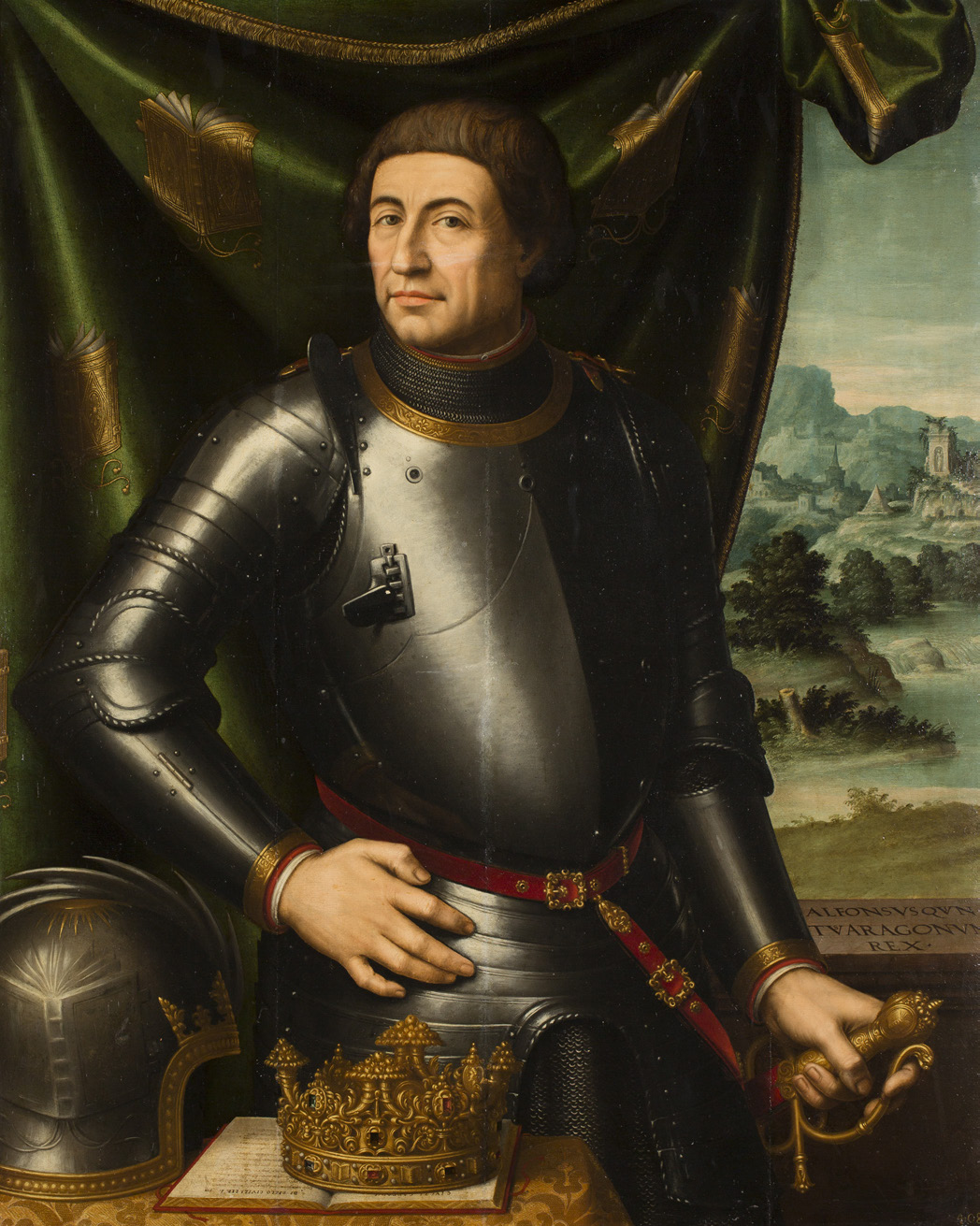
Alfonso V de Aragón
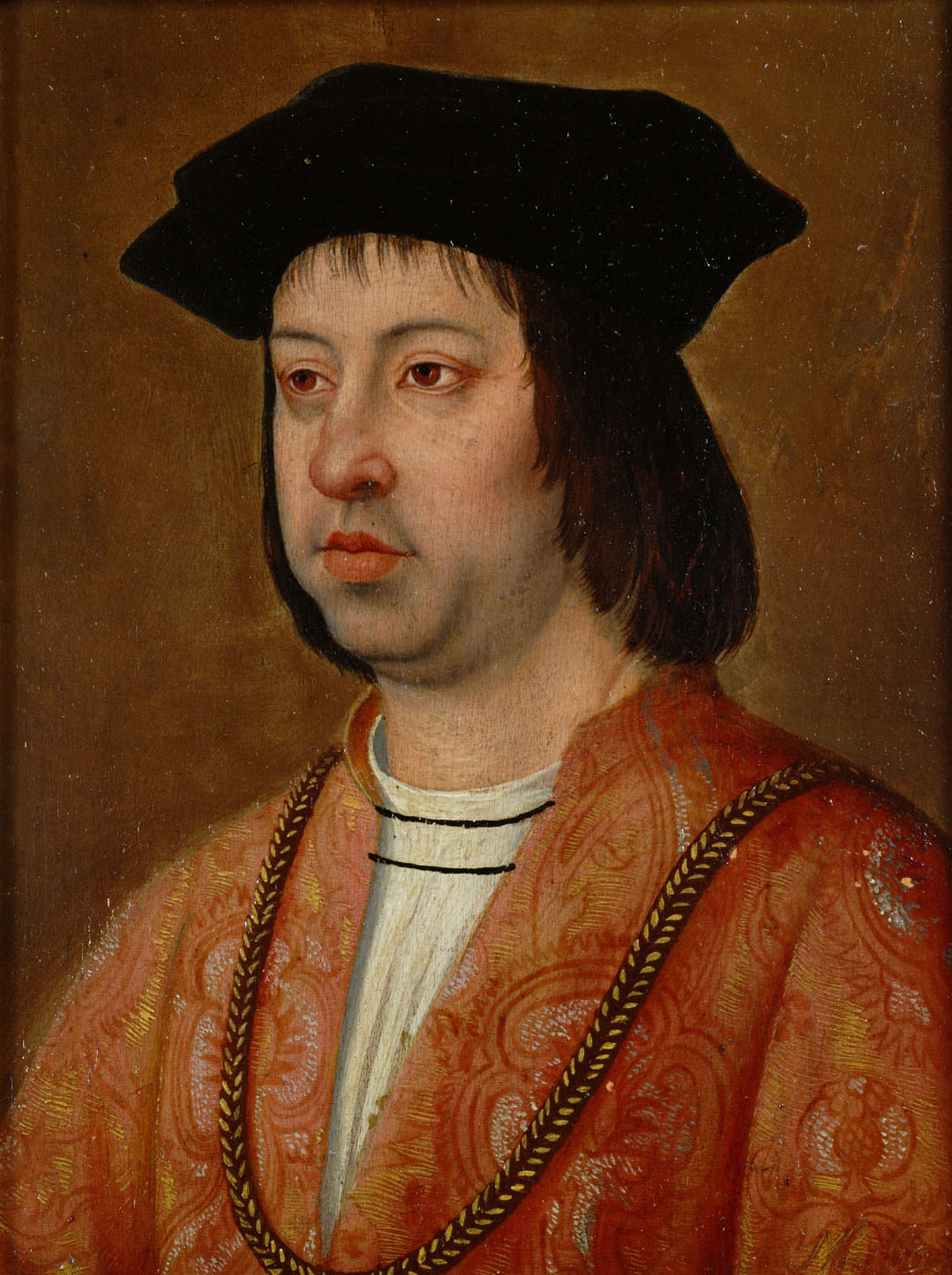
Fernando II de Aragón
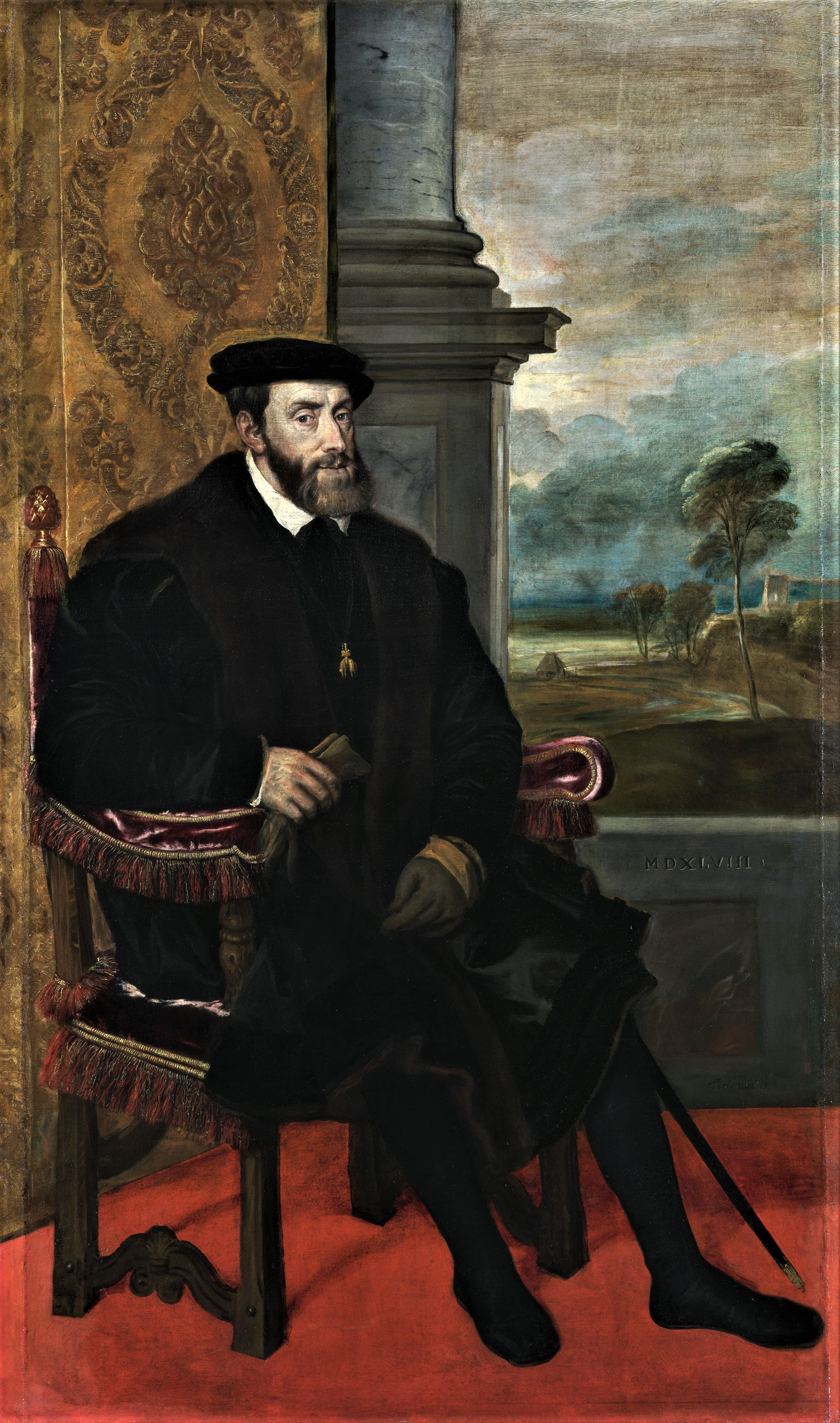
Carlos V
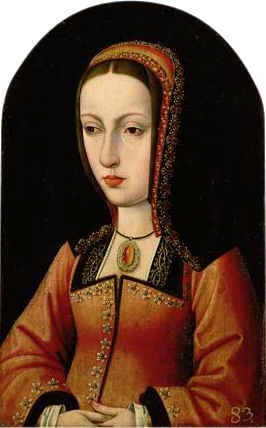
Juana I de Castilla

Juan II de AragónEn calidad de rey de Navarra y gobernador de Aragón, en ausencia de su hermano Alfonso V de Aragón a quien sucedería, concedió al abadiado de Montearagón privilegio de protección y salvaguardia y confirmó el anterior de Jaime II y las confirmaciones anteriores de Alfonso IV y Pedro IV. Fernando II de Aragón, el Católico, dio otro privilegio de protección y salvaguarda, en 1510 confirma y transcribe el de su padre Juan II.
Carlos V y su madre Juana I de CastillaConcedieron a Montearagón en Barcelona a 15 de julio de 1519, un amplio privilegio y confirmaron todos los antiguos, las inmunidades y las exenciones de los reyes predecesores, con inserción de los de Jaime I, Jaime II y mención de los de Alfonso IV, Pedro IV y Fernando I.

## Miguel de Soria y la desmembración del priorato de Sariñena en 1546
La primera desmembración que se hizo a Montearagón fue el priorato de Sariñena que suprimió Paulo III a petición de Miguel de Soria, que tenía su encomienda y la del justicia y jurados de Sariñena. Las rentas valuadas en quinientos ducados de oro se aplicaron a la iglesia de esta villa y la bula se dio en Roma 22 de marzo de 1546. La jurisdicción segregada del priorato que le quedó al abad de esta villa se asignó poco después al obispado de Huesca.

### Felipe II y la desmembración general de Pio V en 1571
Los monjes regulares de san Agustín habitaron la abadía durante casi cinco siglos ininterrumpidos hasta el tiempo de su desmembración general en la época de Pío V a instancia de Felipe II (a 482 años de la fundación). En 1572 se segregó de la Diócesis de Huesca la nueva diócesis de Jaca con la creación del obispado de Jaca. El obispado de Roda-Barbastro fue suprimido en 1149 y trasladado a Lérida, para volver a aparecer como obispado de Barbastro en 1573, separado del de Huesca, esto supuso la aplicación de las rentas y derechos del monasterio a estos obispados, que algunos autores califican de «expolio».

En tiempo de Felipe II se añadieron cuatro obispados a los tres que había. En 1571 se crearon los de Jaca y Barbastro separados de la diócesis de Huesca. Con este motivo se desmembraron del abadiato de Montearagón varios lugares, castillos e iglesias con todos sus derechos jurisdicciones y rentas para dotar al obispado de Barbastro y re-dotar al de Huesca. Todo esto se hizo a instancia de Felipe II con bulas de Pio V, el rey solicitó al papa se restableciese el monasterio con abad y canónigos y que se dotase con parte de sus rentas antiguas.

Por estas causas estuvo sin abad durante cerca de trece años, entre 1574-1587, y unos veintiséis sin canónigos estando la abadía encomendada a Felipe II quien entre tanto se re-instauraba el monasterio asignó ecónomo, gobernador y seis capellanes hasta 1598.

### Reanudación en 1598 tras la reforma general
Tras la desmembración se re-instauraron las rentas que le quedaron y se aplicaron según la prevención de las bulas apostólicas que mandaban se pusieran canónigos reformados de san Agustín de la congregación Lateranense. El primer abad de la nueva planta fue Marco Antonio Reves en 1587 y los tres primeros canónigos se trasladaron en 1598, desde el supreso monasterio de santa Cristina, continuando la sucesión Abacial hasta 1792. Desde su fundación, la abadía de Montearagón, estuvo siempre bajo la regla de san Agustín.

### Rentas y dignidades del abadiato en elsigloXVI

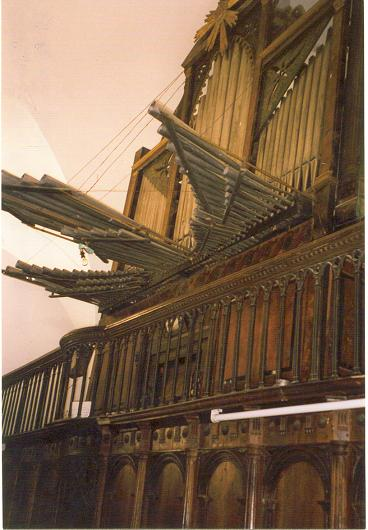
El órgano de la iglesia de Ayerbe.

En esta época, las rentas del abadiato se estimaban entre treinta y cuarenta mil ducados de Aragón y la iglesia y monasterio se componía de un abad y cuatro dignidades que eran, «enfermero», «limosnero», «sacristán» y «chantre» y seis priores con los títulos de sus respectivos prioratos anexos a Montearagón, los de Sariñena, Bolea, Gurrea, Funes, Larraga, y Uxue, además de otras dignidades y priores que tenían su residencia en la abadía. También había «prior de claustro», elegido por «Capítulo» que era adjunto e inmediato al abad, y que se encargaba de lo económico y de la observancia del claustro. Un «prepósito o preboste» que administraba las rentas comunes del monasterio con obligación de dar cuentas al «Capítulo» quien elegía a este por uno o más años. Para la iglesia había varios «racioneros» y «capellanes» y una «capilla de músicos».

## La desamortización de 1835
Tras siete siglos, la desamortización de 1835 supuso el fin del monasterio, que fue políticamente expoliado y sufrió un devastador incendio. Algunas de las obras de arte que allí había se salvaron (como el retablo mayor, de Gil Morlanes el Viejo) y se depositaron en el Museo de Huesca y en el Museo Diocesano de Huesca.

(...) pero todo esto, desaparecería al ser desamortizado y exclaustrado. Al final, el Castillo de Montearagón, se vendió por una irrisoria cantidad, ... al mejor postor; y éste, se llevó cuantos objetos de valor hubo, para después prender fuego al castillo y regalar sus ruinas a Isabel II. De ese incendio, solo se salvó el magnífico retablo de Gil Morláns el Viejo (1506), que está recogido en el Museo Diocesano de Huesca.

## Abades de Montearagón
1. 1089–1097: Simón
2. 1097–1118: Ximeno o Eximino
3. 1119–1169: Fortún o Fortunio
4. 1170–1204: Berenguer de Narbona o Berengario, (hijo natural del príncipe Ramón Berenguer).
5. 1204–1204: Frontancio
6. 1205–1249: Fernando de Aragón, hijo del rey Alfonso II y de la reina Sancha.
7. 1252–1258: Sanxo o Sancho de Orradre
8. 1258–1284: Joan Garcés de Oris
9. 1284–1306: Ximeno o Eximino Pérez de Gurrea
10. 1306–1317: Pero López de Luna
11. 1317–1320: Juan de Aragón
12. 1320–1323: Ramón de Aviñón o Aniñon
13. 1323–1327: Bernat de la Avellana
14. 1327–1353: Ximeno o Eximino López de Gurrea
15. 1353–1359: Pero López o Pedro Lope de Gurrea
16. 1359–1391: Ramón de Sellan
17. 1391–1395: Mafiano d'Alaman o Macian Alaman
18. 1395–1420: Johan Martínez de Murillo
19. 1420–1445: Sanxo de Murillo
20. 1445–1462: Carlos d'Urries
21. 1462–1464: Pedro Santangel
22. 1464–1473: Juan de Aragón
23. 1473–1490: Juan de Revolledo
24. 1492–1520: Alonso de Aragón
25. 1520–1527: Alonso de So, Castro y Pinós
26. 1528–1532: Pedro Jordan de Urriés
27. 1532–1534: Juan de Quintana
28. 1536–1546: Juan de Urrea
29. 1547–1552: Alonso de Aragón
30. 1554–1572: Pedro de Luna
31. 1573–1574: Pedro Vitales, (trece años sin abad).
32. 1587–1598: Marco Antonio Reves, (reanuda tras la reforma).
33. 1600–1614: Juan López
34. 1615–1630: Martín Carrillo
35. 1631–1648: Jaime Ximenez de Ayerve
36. 1648–1662: Francisco Rodrigo
37. 1662–1665: Pantaleón Palacio
38. 1666–1678: Felipe Pomar y Cerdan
39. 1680–1708: Joseph Panzano
40. 1712–1731: Pedro Cayetano Nolibós
41. 1732–1746: Francisco Gamboa y Tamayo
42. 1747–1764: Francisco Herrero
43. 1765–1791: Miguel Asin
44. 1792–1814: Joseph Castillón
45. 1815-1837: Juan María González

## Arquitectura
La muralla es toda de sillares fuertes y tenía ciento veinte palmos de elevación y entre diez y doce de espesor equipada con diez torres de piedra, que en lo antiguo descollaban cuarenta palmos sobre la muralla y después se rebajaron hasta hacer nivel con ella. Dentro del castillo hay otra torre suelta, que sirvió de campanario. Ciñe todo el edificio otra muralla fuerte y gruesa que servía de antemuro y barbacana que además contenía el monte sirviendo así para conservar la estabilidad del castillo. Entre las dos murallas quedaba un espacio suficiente para andar tres personas de frente. Dentro de la muralla principal hay dos lunas con sus aljibes, claustros y sobre claustros en que estaban la iglesia, el palacio Abacial y las casas de los canónigos, racioneros y sirvientes.

## Galería de imágenes

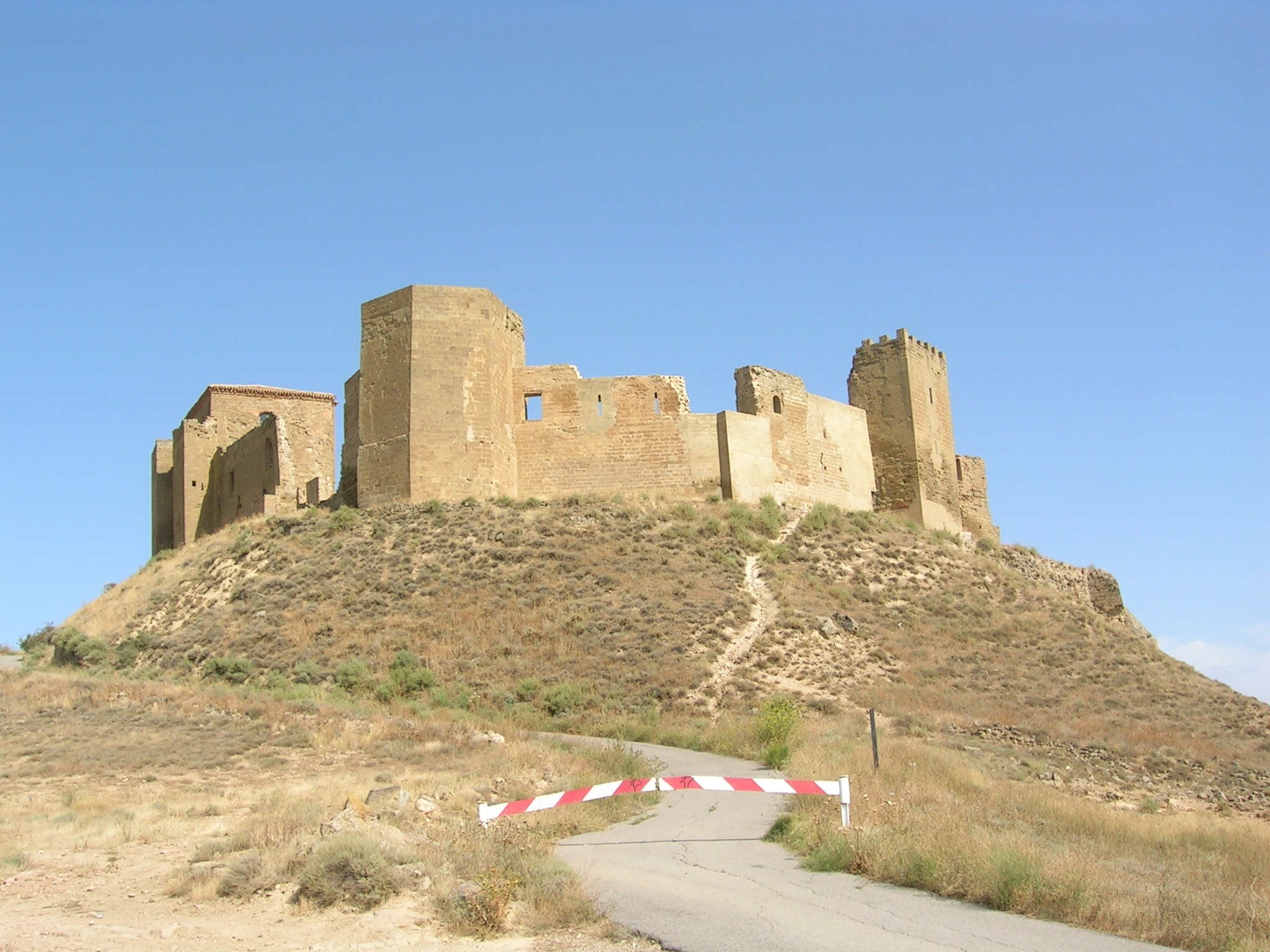
El castillo
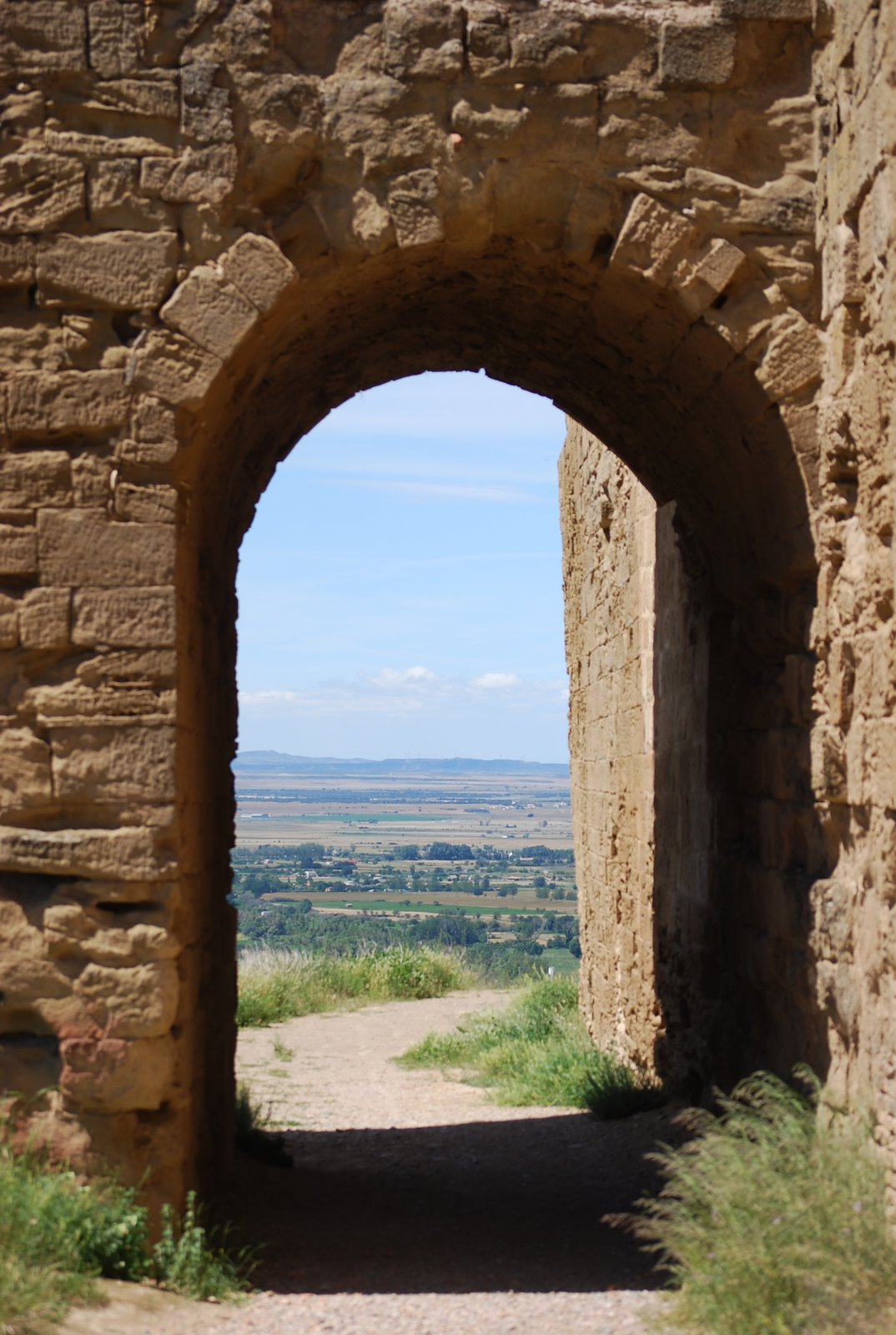
Arco de entrada al castillo
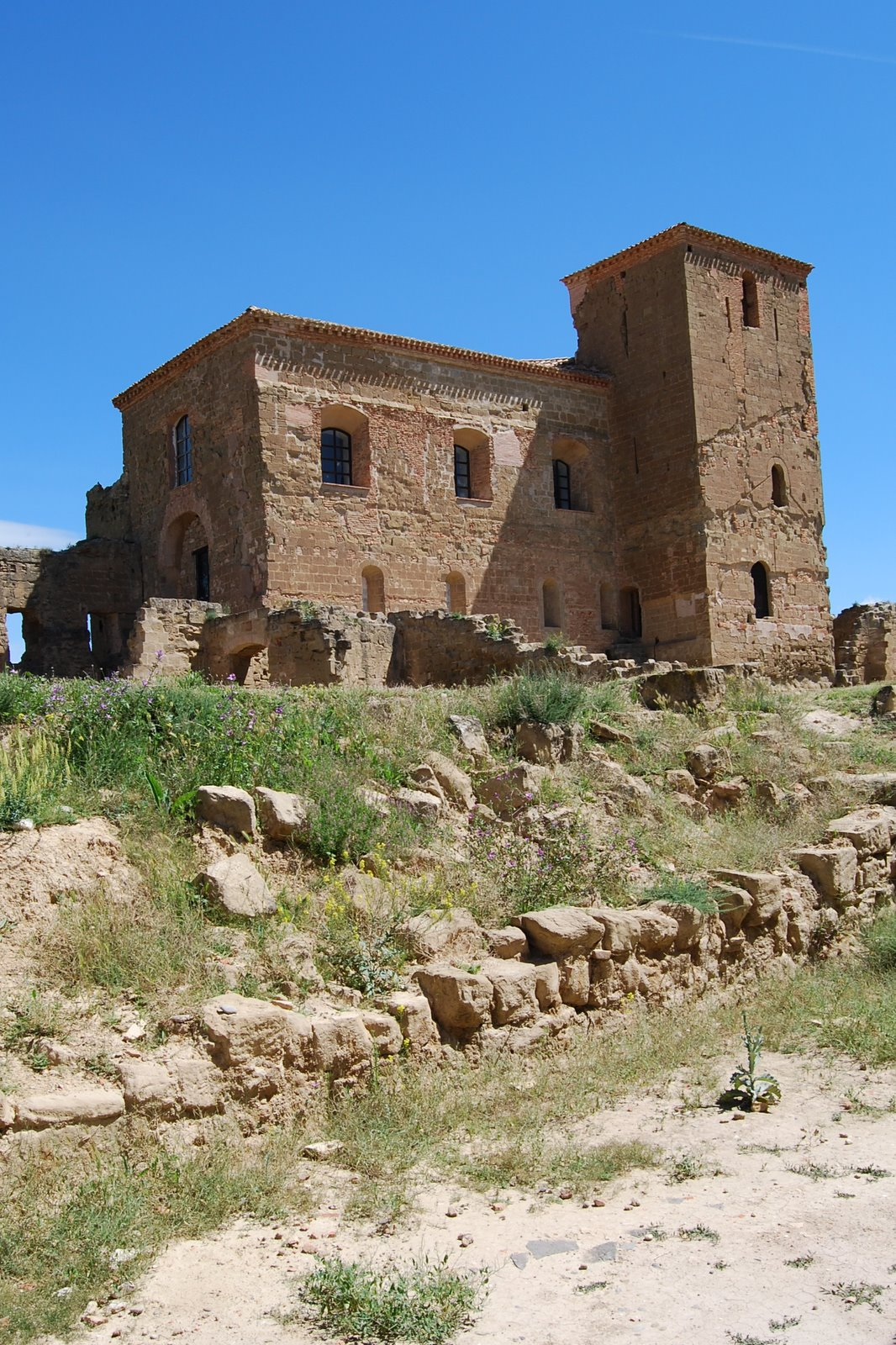
Iglesia dentro del recinto amurallado
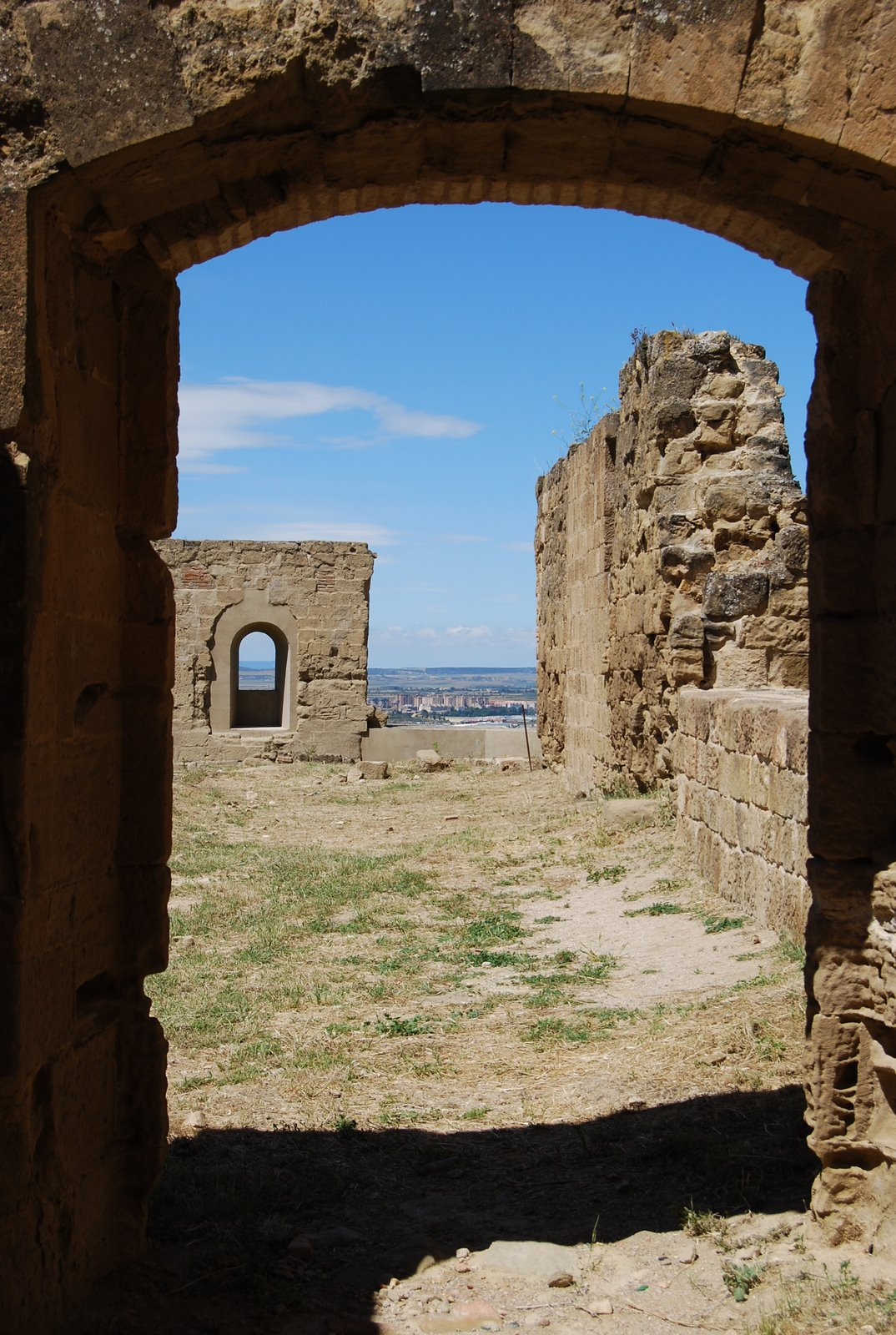
Arco de una de las salas interiores
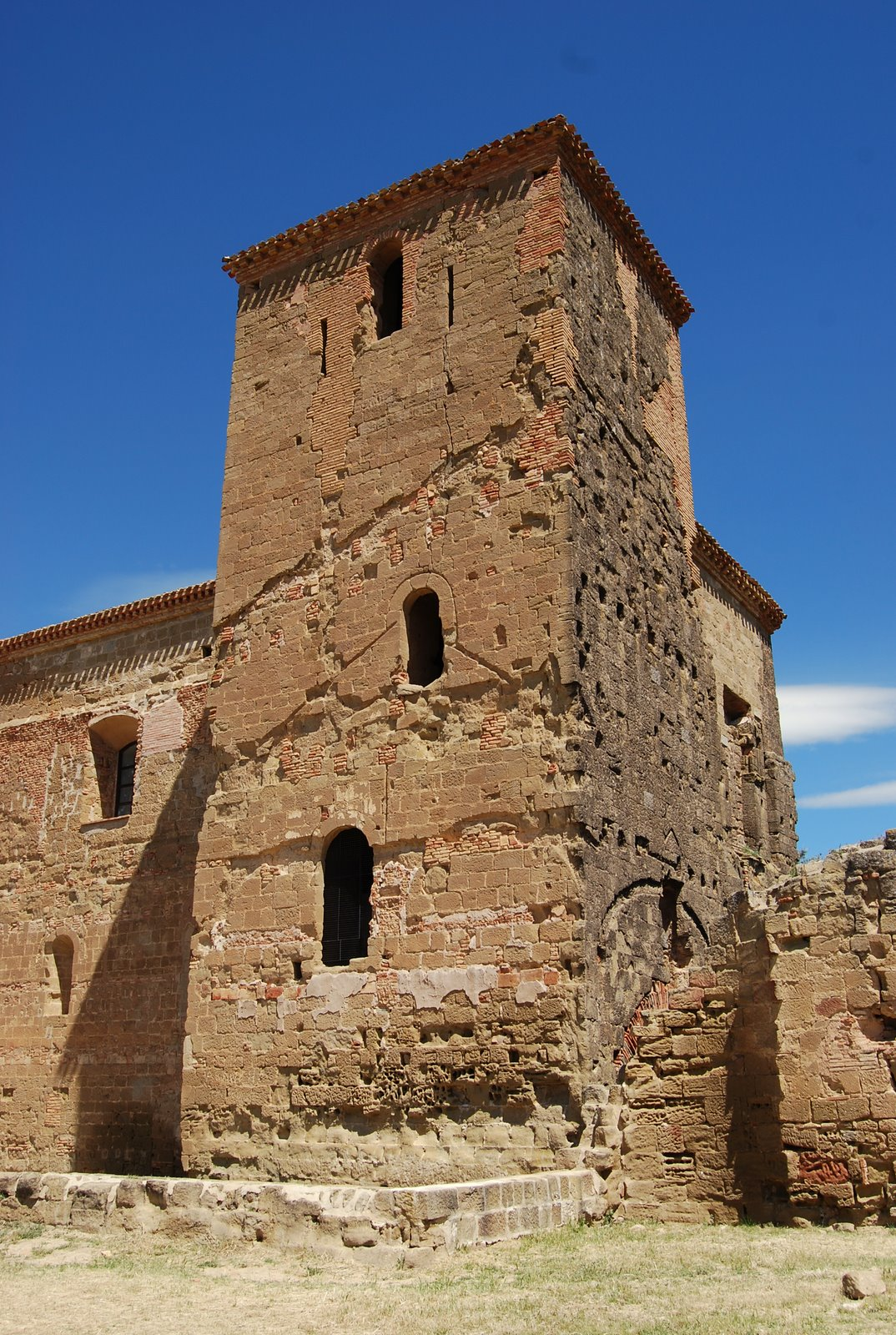
Detalle de la torre de la iglesia
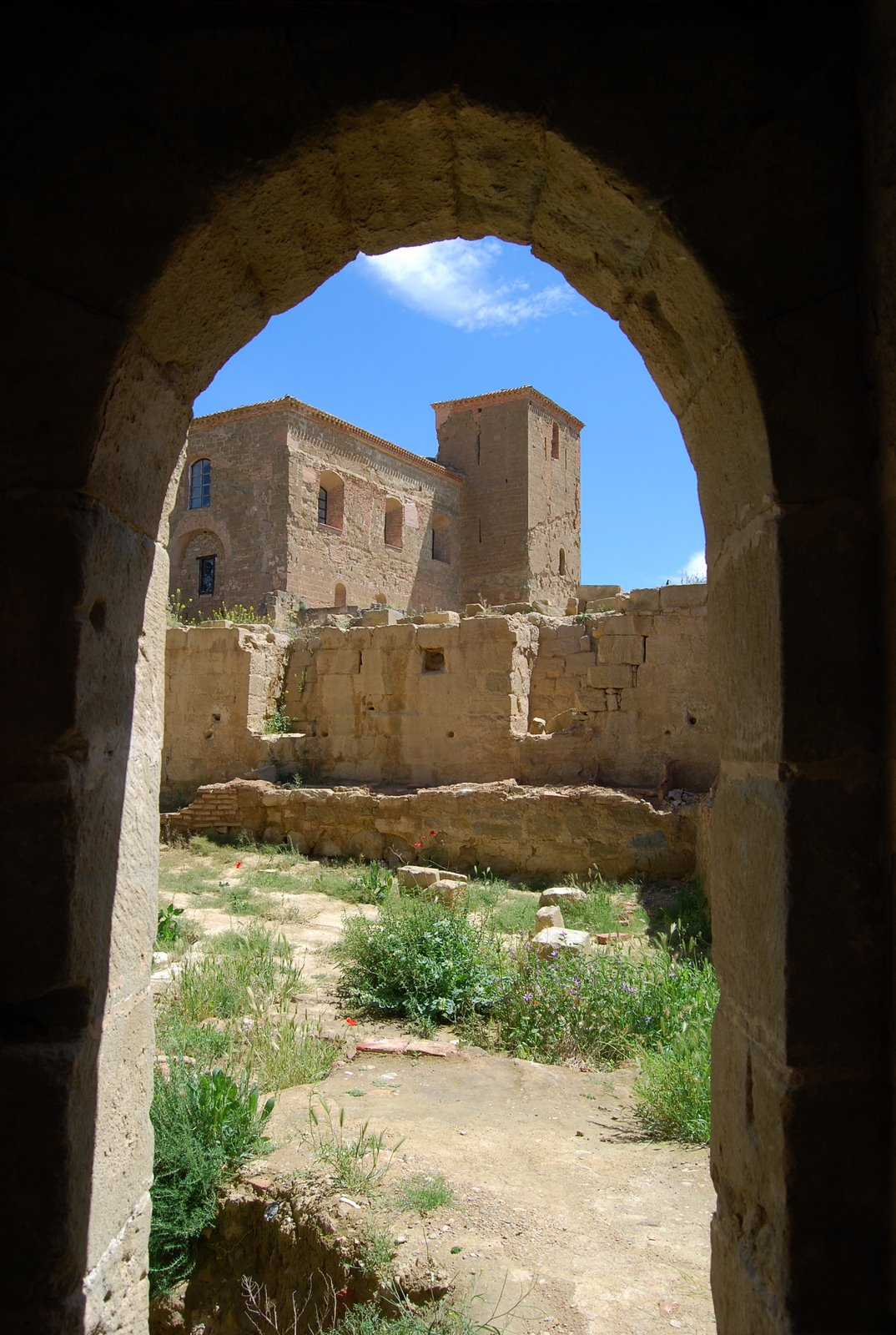
Interior de la garita de vigilancia